# Vållö
Vållö este o arie protejată (arie specială de conservare — SAC, sit de importanță comunitară — SCI, arie de protecție specială avifaunistică — SPA) din Suedia întinsă pe o suprafață de 2.748,6 ha, integral pe uscat.

## Localizare
Centrul sitului Vållö este situat la coordonatele 57°06′51″N 16°35′32″E / 57.1143°N 16.5921°E.

## Înființare
Situl Vållö a fost declarat arie de protecție specială avifaunistică în ianuarie 1998 pentru a proteja 5 specii de animale. Alte tipuri de protecție:
- sit de importanță comunitară (în iulie 2000)
- arie specială de conservare (în martie 2011)[1][3][4]

## Biodiversitate
Situată în ecoregiunile boreală și marină baltică, aria protejată conține 15 habitate naturale: Pajiști cu Molinia pe soluri calcaroase, turboase sau argilos-nămoloase (Molinion caeruleae), Mlaștini turboase de tranziție și turbării mișcătoare, Bancuri de nisip acoperite în permanență slab de apă marină, Liziere de ierburi înalte hidrofile de câmpie și de nivel montan până la alpin, Mlaștini împădurite, Pășuni din zone de pădure fino-scandinave, Vegetație perenă pe țărmurile stâncoase, Recifuri, Litoraluri nisipoase din Baltica boreală cu vegetație perenă, Golfuri mici largi și golfuri puțin adânci, Pășuni de coastă din Baltica boreală, Insulițe și insule mici din Baltica boreală, Lagune de coastă, Păduri caducifoliate de mlaștină fino-scandinave, Vegetație anuală la limita mareei.
La baza desemnării sitului se află mai multe specii protejate de  păsări (5): caprimulg (Caprimulgus europaeus), ciocănitoare neagră (Dryocopus martius), sfrâncioc roșiatic (Lanius collurio), vultur pescar (Pandion haliaetus), Sterna paradisaea.